# Кроличья лапка (амулет)

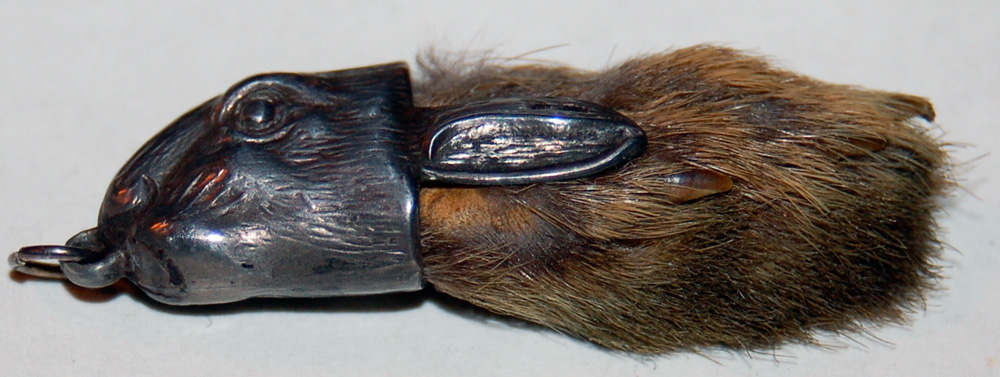
Кроличья лапка

Кроличья лапка — в некоторых культурах талисман, который, как считается, приносит удачу, поскольку имеет тесное соприкосновение с источником жизни — землёй. Вера в магические свойства кроличьей лапки распространена во множестве мест по всему миру, включая Европу, Китай, Африку, Северную и Южную Америки. Вполне вероятно, что эта вера существовала в Европе с 600 г. до н. э. среди Кельтов.
Существует множество вариаций этого суеверия, согласно которым кролик, лапка которого используется как амулет, должен обладать определёнными атрибутами, или должен быть убит в определённом месте, или должен погибнуть особым способом, или должен быть убит лицом, обладающим определёнными атрибутами (например, косоглазым человеком).
Можно смело добавить, что этот вид амулета несёт в себе и тёмную сторону. Так, по поверью, если человек его потеряет, ему следует ждать бед и несчастий на свою голову. Жители Африки и Южной Америки особенно пугались, когда теряли такой талисман, об этом свидетельствуют старые записи, сделанные ещё в XVIII веке.
Вера в приносящую удачу кроличью лапку в североамериканском фольклоре, где легенда получила наибольшее распространение, может вести своё начало от североафриканской народной магии, известной как худду. Есть несколько условий и вариаций на тему того, каким условиям должна отвечать кроличья лапка, чтобы она приносила удачу:
- Не любая лапка кролика может приносить удачу: только левая задняя будет полезна в качестве амулета.
- Она будет полезна только в том случае, если кролик был убит на кладбище, на могиле человека который был удачлив при жизни.
- Фаза Луны в день убийства не менее важна. Некоторые варианты легенды утверждают, что кролик должен быть убит в полнолуние, в то время как в других сказано, что, наоборот, в новолуние; также иногда говорится, что кролик должен быть убит в пятницу, или в дождливую пятницу, или в пятницу 13-го числа; иногда утверждается, что кролик должен быть застрелен с помощью серебряной пули, а в некоторых вариантах легенды — что его лапка должна быть отрезана, пока сам кролик ещё жив.
- Нужно произвольными словами, но попросить лапку нести удачу (в Великобритании и США это фраза: «кролик, кролик, кролик»).